# Steelheart
Steelheart es una banda de heavy metal/glam metal estadounidense formada en 1990. La agrupación está liderada por el cantante Michael Matijevic el cual es reconocido por su gran registro vocal, el guitarrista Gary Pessia, el segundo guitarrista Marten Andersson y el baterista Nazaret Humbert.El estilo extravagante en el vestir y del peinado de sus integrantes en los inicios de la banda atrajo a un gran número de seguidores, así como los vídeos musicales coloridos y con situaciones cómicas, siguiendo con la tendencia de otros grupos de gran éxito como Dokken, Mötley Crüe, Europe, Ratt, Loudness, ZZ Top y Metallica.

## Historia

### Formación
Steelheart inició bajo el nombre de "Red Alert", cuyos miembros incluían a Jake Reynolds (bajo), Chris Risola (guitarras), Jack Wilkenson (percusión), y después de una audición, Michael Matijevic como vocalista. Frank DiCostanzo se unió como segundo guitarrista y John Fowler reemplazó a Wilkenson en la batería, luego de dejar la banda Rage of Angels.

### Los primeros años (1988-1992)
Steelheart lanzó su álbum debut en 1990. Vendió 33.000 copias el día de su lanzamiento solo en Japón, logrando la certificación de platino. La balada "She's Gone" alcanzó la primera posición en las listas internacionales, permaneciendo en ese lugar por 17 semanas. Para la grabación de su segundo álbum, Matijevic tuvo un serio accidente en una presentación que llevó a la banda a un inesperado y largo receso.

### Wait(1996)
Cuatro años después, Matijevic formó una nueva versión de Steelheart, esta vez contando con la ayuda del guitarrista Kenny Kanowski, el bajista Vincent Mele y el baterista Alex Makarovich, para la grabación de su tercer álbum, Wait. 

### Rock Star(2001-2006)
En el año 2001, Matijevic se encargó de aportar la voz para el personaje de Mark Wahlberg ("Criss 'Izzy' Cole") en la película Rock Star, una historia de un músico aficionado que se convierte súbitamente en el vocalista de su banda favorita. La misma banda estaba conformada por Zakk Wylde, (guitarrista de Ozzy Osbourne y líder de Black Label Society y Y&T); Jeff Pilson (Dokken) y Jason Bonham, hijo del fallecido baterista de Led Zeppelin, John Bonham. La canción "We All Die Young", perteneciente al álbum Wait de 1996 fue usada en la película. 
En 2006 la banda publica un EP llamado Just a Taste, que daría el pie a su próximo álbum Good 2B Alive.

### Good 2B Alivey trabajos posteriores (2008-2016)
La banda vuelve con un Hard Rock más moderno y adaptado a los tiempos, pero sin dejar de lado sus raíces con Good 2B Alive. Además durante esta etapa y posteriores giras se une nuevamente Chris Risola en la guitarra principal, integrante original de Steelheart. Durante los siguientes años la banda sigue presentándose en vivo en distintos festivales y en el año 2011 lanzan un nuevo sencillo, "Black Dog" (cover de Led Zeppelin) que sigue la línea y sonido de su álbum anterior.
Más tarde la banda toma un nuevo receso creativo, sin dejar del todo los escenarios. Durante esta época Miljenko dedica su tiempo a distintos proyectos en solitario.

### Through Worlds of Stardusty actualidad (2017-2018)
Con algunos cambios en su última alineación, tras la salida de Chriss Risola de la banda y tras una larga espera, al fin en el año 2017 es publicado el álbum Through Worlds of Stardust. Durante esta nueva etapa la banda sale de gira nuevamente y se les une el guitarrista Kenny Kanowski, quien ya había trabajado junto a Miljenko en el disco Wait. Lamentablemente durante ese mismo año fallece Kenny por razones aún desconocidas.
En septiembre del 2018 la banda lanza un nuevo sencillo en vivo "My Dirty Girl", anunciando así un DVD para diciembre del mismo año. Además el registro cuenta con una de las últimas presentaciones de Kenny Kanowski con Steelheart antes de su muerte.

## Integrantes

### Actuales
- Miljenko Matijevic - Vocalista, guitarra, piano (1990-presente)
- Gary Pessia - Guitarra (2018–presente)
- Marten Andersson - Bajo (2018–presente)
- Nazaret Humbert - Batería, percusión (2006–presente)

### Pasados
- Rev Jones - bajo (2007–2017)
- Uros Raskovski - guitarra (2007-2009)
- Chris Risola - guitarra (1990–1992, 2006–2013)
- Frank DiCostanzo - guitarra (1990–1992)
- Jake Reynolds - bajo (1990–1992, 1996–1997)
- John Fowler - batería (1990–1992) Fallecido
- Kenny Kanowski - guitarra (1996, 2015-2017) Fallecido
- Vincent Mele - bajo (1996)
- Alexander Makarovich - batería (1996)

## Discografía

### Estudio
| Año  | Álbum                      | Billboard 200 |
| ---- | -------------------------- | ------------- |
| 1990 | Steelheart                 | 40            |
| 1992 | Tangled in Reins           | 144           |
| 1996 | Wait                       | -             |
| 2001 | Rock Star OST              | -             |
| 2008 | Good 2B Alive              | -             |
| 2017 | Through Worlds of Stardust | -             |

### Sencillos
| Año  | Sencillo                       | Posición en las listas | Posición en las listas |
| Año  | Sencillo                       | Billboard 100          | US Main Rock           |
| ---- | ------------------------------ | ---------------------- | ---------------------- |
| 1991 | She's Gone (Lady)              | 59                     | -                      |
| 1991 | I'll Never Let You Go          | 14                     | 24                     |
| 1991 | Everybody Loves Eileen         | -                      | 34                     |
| 1996 | Wait                           | -                      | -                      |
| 2009 | LOL (Laughing Out Loud)        | -                      | -                      |
| 2010 | Good 2B Alive                  | -                      | -                      |
| 2011 | Black Dog (Led Zeppelin Cover) | -                      | -                      |
| 2017 | You Got Me Twisted             | -                      | -                      |